# Babylon (časopis)
Babylon (podtitul Studentský list pro seniory) je časopis zabývající se především politikou, kulturou a literaturou. Je konzervativní až monarchistický, do jisté míry staromilský a kritický jak k časům komunistické totality, tak k polistopadovému vývoji v české společnosti. Velký důraz je kladen na význam svobody slova.

## Historie a současnost
Časopis vznikl roku 1992. Je výrazně spjat s tvůrčí osobností Petra Placáka, který je od roku 1995 jeho šéfredaktorem. Placák předtím vydával v samizdatu časopis Koruna opozičního royalistického hnutí České děti a sám označuje Babylon za obdobu časopisu Koruna v polistopadové době.
Časopis je psán archaizujícím pravopisem z doby před jeho reformou z roku 1957, což se projevuje především v psaní s/z v cizích slovech (např. poesie, rasance, verse), nebrání se ostrým označením a vulgarismům; rozhovory bývají někdy psány obecnou češtinou. Babylon organizuje také monarchistické akce a setkání, zaměřené rovněž na undergroundovou komunitu.

## Web
Časopis má také svou prezentaci na webu, kde jsou články řazeny do 6 sekcí: Politika, Kultura, Státy, Historie, Cilivisace a Za monarchii.